# Leucania intermedia
Leucania intermedia là một loài bướm đêm trong họ Noctuidae.